# Cancrinite
La cancrinite è un minerale e, in particolare, un feldspatoide appartenente al gruppo omonimo.

## Origine e giacitura
La cancrinite è un minerale originario del Tunkinsk Mountains, a ovest di Irkutsk in Siberia. Il minerale prende il nome dal ministro russo, Georg von Cancrin (1774-1845).